# 高岩落川
高岩落川（たかいわおとしがわ）は、埼玉県白岡市および南埼玉郡宮代町を流下する河川である。

## 概要
この高岩落川は高岩落堀（たかいわおとしぼり）や野牛高岩落堀（やぎゅうたかいわおとしぼり）、または高岩落用水（たかいわおとしようすい）とも称されている普通河川である。起点付近では野牛高岩土地区画整理事業などによる都市開発が進行中であり、宅地化が進んでいるが、大字高岩東部の流路周辺からは水田などの農地の中を流下する流路となっている。詳細な流路に関しては以下の流路節を参照されたい。

## 流路
- 新白岡駅東口の南東、約700mの付近にて東へと流路を変え、白岡市高岩の中南部をおおよそ東へと流下する。
- 高岩・下野田（北側）と上野田（南側）の境界を東南東へと流下し、さいたま幸手線を東側へ横断する。横断後、上野田・下野田を約150m流下したのち、南南東へと流路を変え流下する。
- 下野田と上野田の東部を交互に流下しながら、南埼玉郡宮代町大字西粂原との町界の西方を南南東へ流下する。その後、徐々に南東・東へと曲流しながら流下し、東京電力 北東京変電所の北方にて百間用水と立体交差をする。
- 百間用水と立体交差した地点より約100mほど下流まで大字上野田を流下する。その後は南埼玉郡宮代町大字西粂原・大字東粂原（北側）と白岡市爪田ヶ谷（南側）との境界を成しながらおおよそ東へと流下する。
- 両岸とも再び白岡市爪田ヶ谷になり、東武動物公園の敷地内である駐車場やプール、動物園などの中を南東へ流下する。
- 両岸とも再び南埼玉郡宮代町大字東粂原となり、東武動物公園内「西園レストラン」の東方にて西南西より流下してくる姫宮落川に至り、合流・終点となる。
- 終点：姫宮落川

## 橋梁
- （埼玉県道65号さいたま幸手線）
- 百間用水伏せ越し

## 流域周辺所在の施設
- 東京電力 北東京変電所
- 東武動物公園